# L'età della guerra
L'età della guerra (The Man Who Pulled Down the Sky) è un romanzo di fantascienza del 1986 di John Barnes.

## Trama
XXI secolo. In un sistema solare in parte colonizzato si verifica un conflitto economico fra la giovane Confederazione delle colonie di Giove e Saturno, costituitesi dopo la Guerra d'indipendenza terminata da alcuni anni, e le ricche Repubbliche orbitali, gigantesche stazioni che gravitano attorno alla Terra, da queste sfruttata ed occupata militarmente.
Sta avvenendo un confronto fra l'economia socialdemocratica della Confederazione e la politica neoliberista delle Repubbliche orbitali. Quando questo volge al peggio per la Confederazione, l'unico modo per uscirne è una guerra aperta da combattersi al più presto, coinvolgendo le Repubbliche su due fronti. Il compito di scendere sotto copertura sulla Terra e fare il possibile per provocare una ribellione dei terricoli, tocca all'insegnante Saul Pareto che aveva già attivamente partecipato alle Guerre d'indipendenza ai comandi del professore Clement Mendenhall. Ben presto, Pareto, si accorgerà di dover lottare su tre fronti.

## Personaggi
- Saul Pareto - docente di Storia presso la Confed-U, università della Confederazione, veterano della guerra d'indipendenza
- Clemens Mendenhall - docente di Metodica presso la Confed-U, università della Confederazione, già ufficiale Esercito rivoluzionario provvisorio, direttore delle operazioni irregolari
- Kari - esperta in Demografia semiotica, veterana della guerra d'indipendenza
- Kwanza - economista, veterano della guerra d'indipendenza
- Dan Esterhazy - capitano della Regina di Campo Lungo
- Nils Voorbeck - colonnello delle forze d'occupazione
- William 'Billy' McHenry - cosmorine
- Linsman - cosmorine
- Manuel e Mary Proxman - marito e moglie, leader della resistenza
- Theo e Clark Underhill - padre e figlio, resistenza
- Wesley e Charly Peryy - padre e figlio, resistenza
- Judy Baker Pareto - resistenza, diviene la moglie di Saul Pareto

## Edizioni
- John Barnes, L'età della guerra, collana Urania Argento, traduzione di Marco Pinna, n. 1064, Arnoldo Mondadori Editore, 1987.